# Ryan Dingle
Ryan Dingle (* 4. April 1984 in Steamboat Springs, Colorado) ist ein ehemaliger US-amerikanischer Eishockeyspieler, der im Verlauf seiner aktiven Karriere zwischen 2001 und 2018 unter anderem 153 Spiele in der American Hockey League (AHL) auf der Position des linken Flügelstürmers bestritten hat. Darüber hinaus war Dingle in der italienischen Serie A1 und der britischen Elite Ice Hockey League (EIHL) aktiv.

## Karriere
Ryan Dingle begann seine Karriere als Eishockeyspieler in der Saison 2001/02 bei den Des Moines Buccaneers in der Juniorenliga United States Hockey League (USHL), wo er in 61 Spielen 17 Scorerpunkte erreichte. In der darauffolgenden Saison bestritt er 26 Partien und verbuchte 14 Scorerpunkte. Während der Saison 2002/03 wechselte Dingle zu den Tri-City Storm, bei denen er in 70 Partien ebenso viele Scorerpunkte erzielte. Zur Spielzeit 2004/05 wechselte der Flügelspieler an die University of Denver. In Denver spielte er drei Jahre in deren Eishockeyteam, für das er in 119 Partien insgesamt 98 Punkte erzielte.
Im Jahr 2007 unterschrieb der US-Amerikaner einen Vertrag bei den Anaheim Ducks aus der National Hockey League (NHL), wurde aber direkt zu deren damaligem Farmteam, den Portland Pirates, in die American Hockey League (AHL) geschickt. Dort kam er in 23 Partien zum Einsatz, in denen er 14 Punkte erreichte. Während der Spielzeit 2007/08 beorderten ihn die Ducks zu den Augusta Lynx in die ECHL. Er absolvierte dort 50 Spiele und sammelte 27 Punkte. In der darauffolgenden Saison schickten die Ducks den Stürmer zurück in die AHL zu den Iowa Chops. Dingle gehörte dort zum Stammkader, absolvierte 70 Partien und erzielte 21 Punkte für die Chops. Zu Beginn der Saison 2009/10 transferierten ihn die Ducks zusammen mit Chris Pronger im Austausch für Joffrey Lupul, Luca Sbisa und zwei Erstrunden-Wahlrechten zu den Philadelphia Flyers. Auch bei den Flyers schaffte er es nicht ins NHL-Team und wurde zu den Adirondack Phantoms, dem AHL-Kooperationspartner der Flyers, abgegeben. Die Spielzeit 2010/11 verbrachte der Linksschütze bei den Victoria Salmon Kings. Zum Saisonende wurde das Franchise aufgelöst und Dingle als Free Agent verfügbar.
Im Sommer 2011 wechselte der US-Amerikaner zur SG Cortina in die italienische Serie A1. Nach vier Jahren in Italien zog es ihn auf die britische Insel, wo er nach zwei Jahren bei den Fife Flyers und einem Jahr bei den Coventry Blaze in der Elite Ice Hockey League auf dem Eis stand. Anschließend beendete der 34-Jährige im Sommer 2018 seine aktive Karriere.

## Erfolge und Auszeichnungen
- 2005 Broadmoor-Trophy-Gewinn mit der University of Denver
- 2005 NCAA Division-I-Championship mit der University of Denver
- 2006 WCHA Third All-Star Team
- 2007 WCHA Third All-Star Team

## Karrierestatistik
(Legende zur Spielerstatistik: Sp oder GP = absolvierte Spiele; T oder G = erzielte Tore; V oder A = erzielte Assists; Pkt oder Pts = erzielte Scorerpunkte; SM oder PIM = erhaltene Strafminuten; +/− = Plus/Minus-Bilanz; PP = erzielte Überzahltore; SH = erzielte Unterzahltore; GW = erzielte Siegtore; 1 Play-downs/Relegation; Kursiv: Statistik nicht vollständig)